# Meir Berliner
Meir Berliner (ca. 1900, Argentina o Polonia - 11 de septiembre de 1942, campo de exterminio de Treblinka, actual Polonia) fue un ciudadano argentino de origen judío que el 11 de septiembre de 1942 realizó un acto de resistencia individual, al herir de muerte al oficial SS Max Biala en el campo de exterminio de Treblinka. Berliner mató al único alemán que murió en Treblinka, lugar en que los alemanes y sus colaboradores ucranianos asesinaron unos 900.000 judíos. Se trata del único caso de un acto individual de resistencia de este tipo llevado a cabo en un campo de exterminio del que se tiene conocimiento

## Biografía
Los pocos datos biográficos conocidos sobre su persona provienen de testimonios de otros prisioneros del campo, entre ellos su ciudadanía argentina, su deportación desde el gueto de Varsovia, que era casado y padre de una hija, las cuales fueron gaseadas al llegar a Treblinka, mientras que Berliner fue seleccionado para realizar trabajos forzados.
El atardecer del 11 de septiembre de 1942, al final de una agotadora jornada de trabajo, Berliner fue seleccionado entre otros prisioneros para ser ejecutado. Fue entonces que rompió la fila y apuñaló de muerte al guardia SS Max Biala que realizaba la selección. Con este acto, Berliner desató un pandemonio de confusión entre los prisioneros y los guardias SS y ucranianos, los que temieron una rebelión colectiva. Berliner no intentó escapar, sino que permaneció en el lugar. Los testigos narran que con tranquilidad abrió su chaqueta para descubrirse el pecho y dijo “Por favor, no tengo miedo. Pueden matarme”. Fue ultimado al instante con palas y a culatazos, su cuerpo arrojado a una fosa. El guardia SS murió dos días después, en un hospital militar, a consecuencia de las heridas.
Se trató del único caso de un guardia de las SS asesinado en el campo de exterminio de Treblinka, El acto de Meir Berliner se convirtió en leyenda entre los prisioneros del campo, fue transmitido oralmente a los que fueron deportados después de su muerte y fue tomado como ideal a seguir por la resistencia en la sublevación colectiva de los prisioneros del campo y su fuga del 2 de agosto de 1943.